# Wollin
Wollin è un comune di 842 abitanti del Brandeburgo, in Germania.

Appartiene al circondario di Potsdam-Mittelmark ed è parte dell'Amt Ziesar.

## Geografia antropica

### Suddivisioni amministrative
Il territorio comunale comprende, oltre al centro abitato di Wollin, alcune località, nessuna delle quali con status ufficiale di frazione:
- Wenzlow (centro abitato), con le località:
  - Aue
  - Bückermark
  - Friesdorf
  - Grüne
  - Puffsmühle